# Kravany (Košice)
Kravany (in ungherese Kereplye) è un comune della Slovacchia facente parte del distretto di Trebišov, nella regione di Košice.